# أمير جون حداد
أمير جون حداد (من مواليد 1975) هو عازف جيتار فلامنكو ألماني إسباني ومتعدد الآلات، مقيم في إسبانيا منذ عام 1997. كان عازف العود والبزق والجيتار الرسمي لإذاعة طريفة لمدة عشر سنوات، حصل على ترشيح لأفضل ألبوم شعبي في جوائز جرامي اللاتينية لعام 2004.

## خلفية
وُلِد حداد في فرايبورغ إم برايسغاو، ألمانيا الغربية (ألمانيا حاليًا) في عام 1975، لأم كولومبية وأب فلسطيني. بدأ تعلم العزف على العود العربي في المنزل من والده الفلسطيني ريمون حداد، وفي سن الثامنة بدأ العزف على الجيتار الفلامنكو وقدم أول أداء عام له في سن الثانية عشرة. في عام 1997، وفي سن الثانية والعشرين، انتقل إلى خيريز دي لا فرونتيرا، أحد المراكز الثقافية للفلامنكو، لتطوير مهاراته بين الأساتذة هناك، وانتقل إلى مدريد بعد عام واحد. هناك غالبًا ما يؤدي عروضه في أندية مثل لاس كاربونيراس ومقهى دي تشينيتاس وكورال دي لا باتشيكا وكاسا باتاس. أدى حداد عروضه في جميع أنحاء العالم ولعب في أماكن مثل قاعة المهرجانات الملكية ومركز باربيكان وقاعة ألبرت الملكية في لندن ونادي الجاز هوت هاوس في شيكاغو وقاعة المدينة في نيويورك ولونا بارك في لوس أنجلوس ومسرح بيليني في باليرمو وقصر الموسيقى ومسرح تيفولي في برشلونة. كان عازف العود والبزق والجيتار الرسمي لإذاعة طريفة لمدة عشر سنوات تقريبًا وفي أثناء وجوده هناك حصل على ترشيح لأفضل ألبوم شعبي في جوائز جرامي اللاتينية لعام 2004.
قام حداد بأداء العديد من المهرجانات بما في ذلك مهرجان جيتار قرطبة ومهرجان ميديا في تينيريفي بجزر الكناري ومهرجان مورسيا للثقافات الثلاث. في عام 1999 فاز بالجائزة الأولى لتأليفه الموسيقي الأصلي في المسابقة الوطنية للتصميم الكوريغرافي للرقص الإسباني والفلامنكو. وهو عازف الجيتار في فرقة World of Hans Zimmer.

## الأسلوب والتراكيب
عازف فلامنكو، يشتهر حداد بأصواته الوترية الغنية، مع تأثير واضح من التراث المغربي والعربي. يستخدم بشكل متكرر وتريات الجاز المتطورة والأصوات الموسعة المبتكرة للأوتار الرئيسية والثانوية، وغالبًا ما يخلق أجواء مغربية غامضة وجوية لتأليفاته من خلال نسيج غني من الأوتار التاسعة المسطحة والسابعة الكبرى الصغيرة والمعززة. بالإضافة إلى ذلك، فإنه يستخدم في كثير من الأحيان وتريات مائلة، ممسكًا بوتر الجهير. تتميز أغانيه البيكادو عادةً بتنفيذها بكثافة وصوتها واضح، كما تتميز أغانيه الراسكيدو بأنها متتالية وديناميكية. وهو أيضًا عازف ماهر في موسيقى الروك والغيتار الكهربائي المعدني ويحتضن مجموعة واسعة من الأساليب.
في مارس 2013، أصدر حداد، بالتعاون مع توماس فوجت وهيكتور تيليني، ألبوم 9 Guitarras، الذي يتميز بموسيقى الفلامنكو ذات النكهة العربية والشرقية. يأخذ الألبوم عنوانه من تسعة جيتارات فلامنكو مختلفة، واحدة لكل مسار، تم إقراضها له من قبل بائع الجيتار Mundo Flamenco.